# Ambròs Autpert
Ambròs Autpert, Ambroise Autpert (francès) o Ambrosius Autpertus (llatí) (ca. 730, Provença - 30 de gener de 784) fou un monjo benedictí franc.
Oficial a la cort de Pipí I el Breu, contribuí a l'ensenyament del seu fill Carlemany. Enviat en missió a Itàlia, visità l'abadia benedictina de San Vincenzo al Volturno, al Ducat de Benevent, on deixà les seves altres ocupacions i ingressà. Rebé l'ordenació sacerdotal sobre el 761 i fou escollit abat el 4 d'octubre de 777, amb el suport dels monjos francesos i l'oposició dels altres que preferien el llombard Potó. Aquestes dissensions a l'abadia feren intervenir tant el Papa Esteve III com Carlemany i el rei dels llombards, Desideri d'Ístria, atès que les influències franques i llombardes provocaven tensions a Campània. Les objeccions per ser escollit provenien de la seva procedència del poble franc i per la seva personalitat. Per aquestes intrigues, la seva mort, en el transcurs d'un viatge a Roma, podria haver estat fruit d'un assassinat. Sepultat a la Basílica de Sant Pere, les seves relíquies foren traslladades prop del 1044 a l'abadia de San Vincenzo.
Ambrosi Autpert, una de les grans figures del Renaixement carolingi, deutor de l'obra de Ticonio, tot i que influït per Primassi i Beda, escrigué un nombre considerable d'obres sobre la Bíblia i temes religiosos en general. Entre els més importants hi ha comentaris en deu volums sobre l'Apocalipsi (Expositio in Apocalypsim) i que en ser contemporani del Beat de Liébana, la seva obra té semblances amb la d'aquest, sobretot en el tractament de les recapitulacions.
Escrigué comentaris als Salms i al Càntic dels Càntics, les vides dels sants Paldó, Tutó i Vassó, fundadors de San Vincenzo al Volturno, sobre l'Assumpció de Maria, sobre la transfiguració de Jesús, sobre la cobdícia i un conflicte entre les virtuts i els vicis.
El 2009, el Papa Benet XVI digué una homilia sobre Ambrosi Autpert a la Plaça de Sant Pere, on comparà la denúncia que feu sobre l'enriquiment dels monestirs en la seva època amb la situació actual de crisi econòmica mundial causada per la cobdícia.